# Гуковский, Алексей Исаевич
Алексей Исаевич Гуковский (1895—1969) — советский историк, доктор исторических наук (1939), профессор (1940). Брат генерал-майора Е. И. Гуковского.

## Биография
Родился 26 ноября (8 декабря) 1895 года в Одессе в семье купеческого сына из Бельц, провизора Исая Эммануиловича Гуковского — брата нефтепромышленникa и наркома финансов РСФСР И. Э. Гуковского; отец возглавлял кишинёвский революционный кружок А. А. Машицкого после высылки последнего. 
Окончил гимназию в Одессе и в 1913 году поступил на юридический факультет Московского университета, который окончил в 1918 году. В 1922—1925 годах учился в Институте красной профессуры на историческом отделении, его педагоги: Вячеслав Петрович Волгин, Александр Николаевич Савин, Михаил Николаевич Покровский. После окончания Института красной профессуры был учёным секретарём социологической секции, затем учёным секретарём секции по изучению вооруженных восстаний, гражданских и революционных войн в Обществе историков-марксистов. В 1920—1930-х годах — старший научный сотрудник Института истории Коммунистической академии, Института истории АН СССР, в 1931—1937 годах — руководил Научным кабинетом секретариата Главной редакции «Истории гражданской войны». В 1939 году защитил докторскую диссертацию по теме: «Борьба с вооруженной интервенцией Антанты на Украине и в Крыму (1918—1919 годы)». 
В 1921—1957 годах Гуковский преподавал историю СССР в вузах: ВХУТЕМАС, Коммунистический университет имени Я. М. Свердлова,  Профуниверситет ВЦСПС, Академия коммунистического воспитания имени Н. К. Крупской, Московский областной педагогический институт, Московский историко-архивный институт, Горьковский университет, Вологодский педагогический институт, а также в Центральной комсомольской школе при ЦК ВЛКСМ. В Академии коммунистического воспитания имени Н. К. Крупской Александру Исаевичу Гуковскому было присвоено звание — профессор. Занимался подготовкой научных кадров в области отечественной истории, руководил аспирантами.
Умер в Москве 5 марта 1969 года.

## Рекомендуемая литература
- РГБ. Ф. 621 Гуковский, Алексей Исаевич